# Marie de Jésus Deluil-Martiny
Marie Deluil-Martiny, F.C.J., řeholním jménem Marie od Ježíše (28. května 1841, Marseille – 27. února 1884, tamtéž) byla francouzská římskokatolická řeholnice, zakladatelka a členka kongregace Dcer Srdce Ježíšova. Katolická církev ji uctívá jako blahoslavenou.

## Život

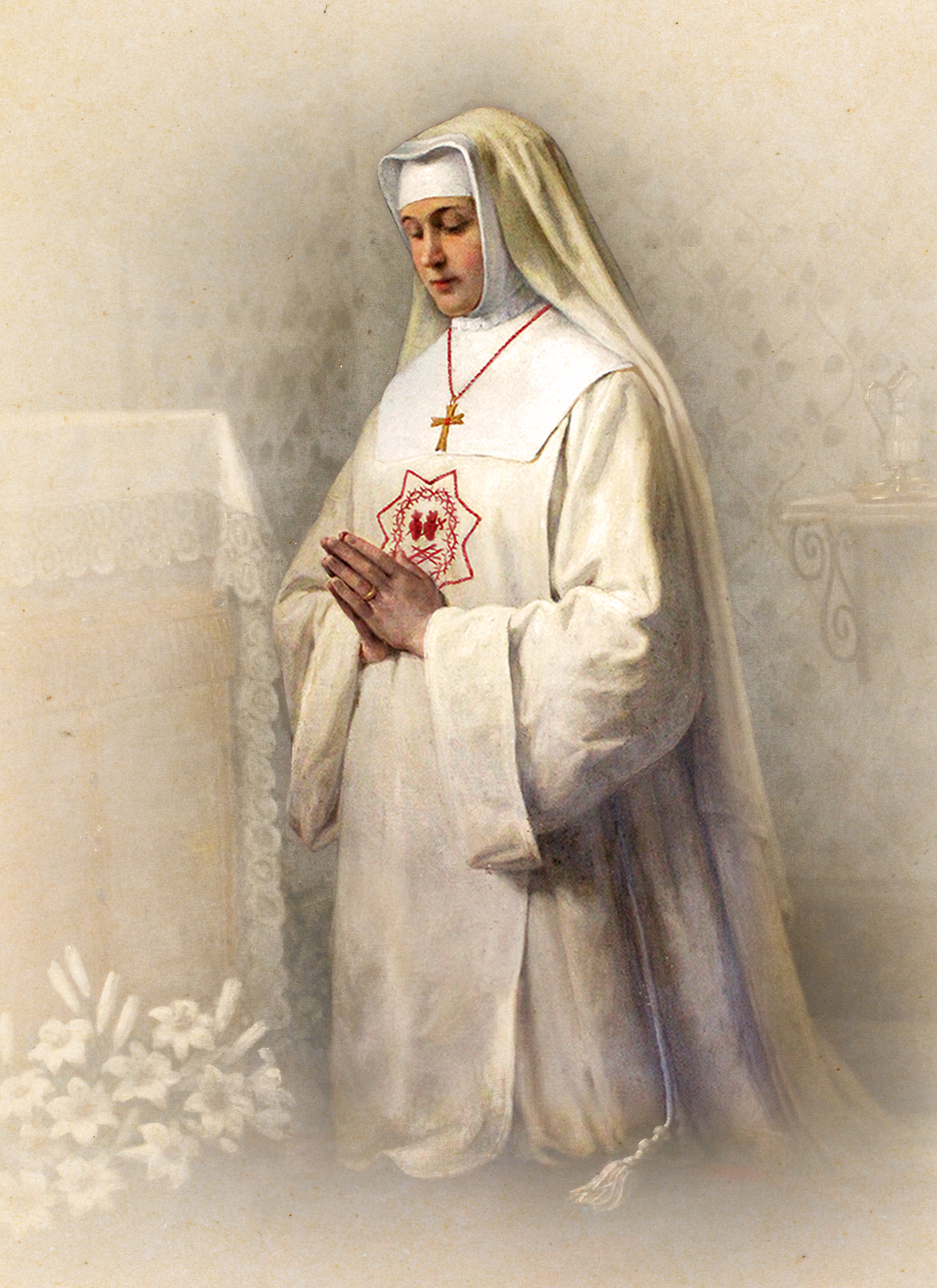
Obraz

Narodila se dne 28. května 1841 v Marseille jako nejstarší z pěti dětí. Její otec, Paul Deluil-Martiny, působil v právnické profesi. Měla jednoho bratra a tři sestry, poslední z nich byla Clemence (1849–1859). Několik hodin po narození byla pokřtěna jako Marie-Caroline-Philomène. Její vzdálenou příbuznou byla řeholnice a mystička Anne-Madeleine Rémusat. V jedenácti letech započala své vzdělávání, na které dohlížely řeholní sestry. Dne 22. prosince 1853 přijala své první svaté přijímání, kterému předcházelo období přípravy v klášteře v jejím rodném městě. Dne 29. ledna 1854 přijala z rukou marseillského biskupa sv. Eugèna de Mazenod svátost biřmování.
V patnácti letech, ještě během studií, shromáždila malou modlitební skupinu, která však byla záhy rozpuštěna. Ke konci studií absolvovala duchovní cvičení, které se ukázalo jako rozhodující pro její řeholní povolání. Přibližně v této době si začala vézt duchovní deník. Uvědomovala si své povolání k zasvěcenému životu, pročež odmítla několik nabídek ke sňatku.
Vyslechla kázání sv. Jeana-Marie Vianneye, ale kvůli velkému množství lidí se s ním v tu chvíli nemohla osobně setkat. Později se jí s ním však podařilo setkat, kdy s ním hovořila o svém řeholním povolání, v čemž ji povzbudil. V roce 1859 se po návratu domů dozvěděla o smrti své sestry Clemence. V následujícím období zemřely také dvě její sestry a jediný bratr, takže zůstala sama s rodiči. V průběhu 60. let 19. století také zemřely obě její babičky.
Dne 9. března 1864 založila Sdružení čestné stráže Nejsvětějšího Srdce, později známé jako Sdružení Kristovy přítomnosti, které získalo kanonický status 7. června 1872. V roce 1865 byla pozvána na duchovní cvičení u příležitosti blahořečení Markéty-Marie Alacoque. V prosinci roku 1866 si vyslechla kázání jezuity Jeana Calage (1805–1888) na téma Nejsvětějšího Srdce Ježíšova. Seznámila se s ním a později se stal jejím duchovním vůdcem Dne 8. prosince 1867 složila na svátek Neposkvrněného početí slib čistoty. Dne 20. června 1873 po povzbuzení svým duchovním vůdcem založila ženskou řeholní kongregaci Dcer Srdce Ježíšova. Roku 1875 dokončila sepsání jejích stanov, inspirovaných charismatem sv. Ignáce z Loyoly. Diecézní schválení obdržela jí založená kongregace dne 2. února 1876 od kardinála Viktora Augusta Isidora Deschampse. Spolu s prvními čekatelkami v ní složila dne 22. srpna 1878 své řeholní sliby. 24. června 1879 pak byl zřízen nový řeholní dům.
V listopadu roku 1883 najala na pozemek řeholního domu v Marseille chudého Louise Chaveho (nar. 1862) jako zahradníka. Chave však projevil svou lenost a hrubou povahu. Situace se zhoršila, když vyšlo najevo, že Chave byl anarchista. Na Popeleční středu 27. února 1884 číhal na zahradě, když šla spolu s dalšími sestrami kolem. Když se k němu přiblížila, vyskočil a z bezprostřední blízkosti ji střelil revolverem. Prostřelil ji krční tepnu, což způsobilo její okamžité zhroucení a smrt. Předtím stihla zamumlat slova odpuštění. Její ostatky byly pohřbeny za účasti jejích rodičů v Marseille. Později byly několikrát exhumovány a dne 28. září 2013 uloženy v Římě.

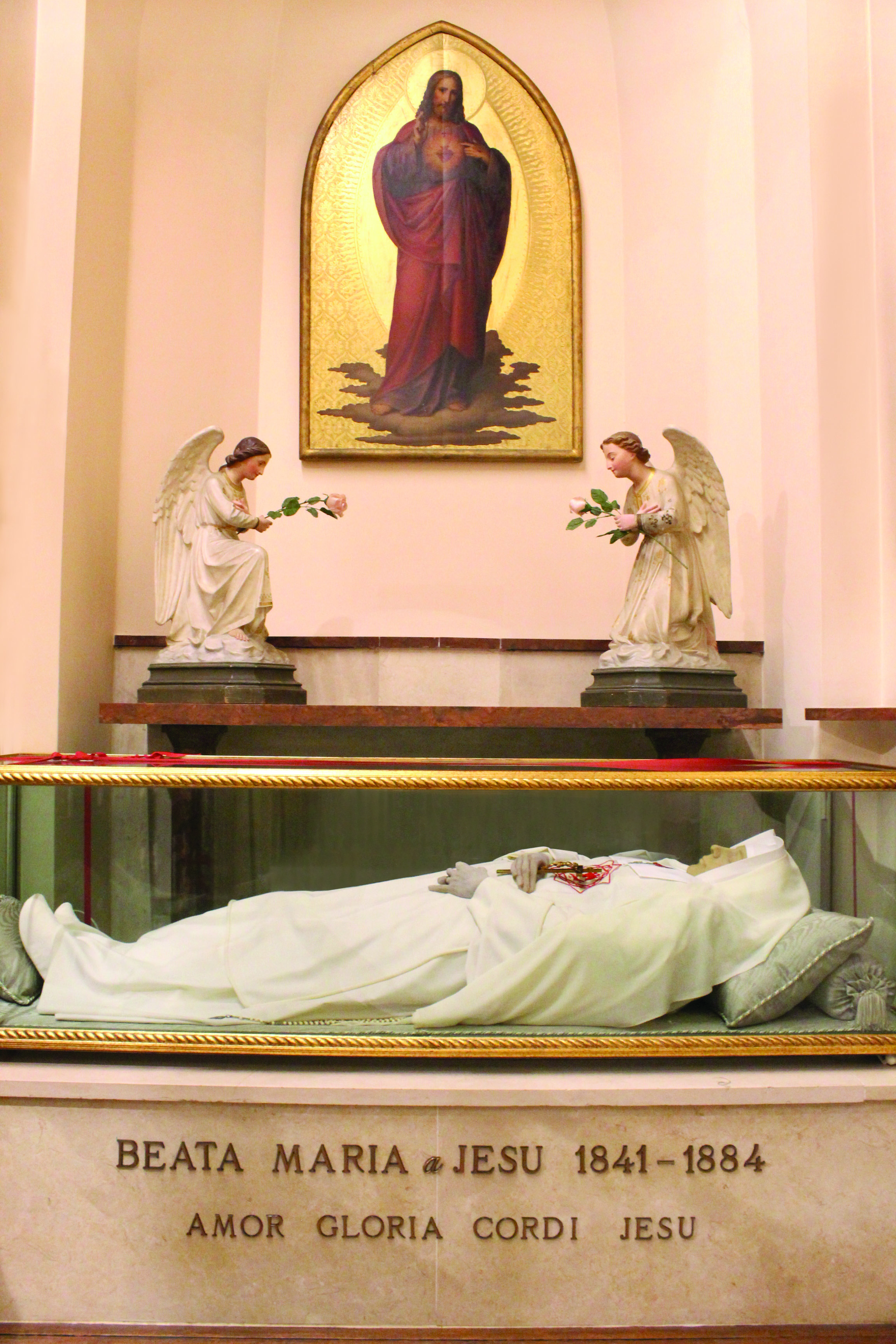
Její hrobka v Římě

## Úcta
Její beatifikační proces započal dne 25. května 1921, čímž obdržela titul služebnice Boží. Dne 23. října 1987 ji papež sv. Jan Pavel II. podepsáním dekretu o jejích hrdinských ctnostech prohlásil za ctihodnou. Dne 7. září 1989 byl uznán zázrak na její přímluvu, potřebný pro její blahořečení.
Blahořečena pak byla dne 22. října 1989 v bazilice sv. Petra papežem sv. Janem Pavlem II.
Její památka je připomínána 27. února. Bývá zobrazována v řeholním oděvu. Je patronkou jí založené kongregace.